# Arheološko nalazište-zemljani tumuli (Veliko Trgovišće)
Arheološki lokalitet zemljani tumuli je nalazište na lokaciji Veliko Trgovišće.

## Opis
Arheološko nalazište -zemljani tumuli nalaze se na širom području općine Veliko Trgovišće. Tumuli, oblika krnjih stožaca, u stručnoj literaturi prvi put su popisani 1962. godine. Svojom veličinom spadaju u red gigantskih, a na osnovu tipoloških svojstava datiraju se u vrijeme halštata.

## Zaštita
Pod oznakom P-4530 zavedena je kao zaštićeno kulturno dobro - pojedinačno, pravna statusa zaštićena kulturnog dobra, klasificirano kao "arheološka kulturna baština".